# Noguera de Albarracín
Noguera de Albarracín es un municipio español de la Sierra de Albarracín, provincia de Teruel, comunidad autónoma de Aragón. Tiene un área de 47,44 km² con una población de 131 habitantes (INE 2023) y una densidad de 3,08 hab./km². 

## Datos de interés
- Superficie forestal: 2300 hectáreas
- Situación: A 60 km de Teruel, por la carretera A-1.512
- Fiestas de Verano (Semana Cultural): Segunda semana de agosto
- Miembro de la Comunidad de Albarracín desde el siglo XIII
- Sede de la Fundación Oroibérica desde 2007
- Sub-sede de Cursos de Verano de la Universidad de Verano de Teruel
- Reserva Nacional de Caza de los Montes Universales
- Zona Especial de Protección de Aves
- Área protegida de la Red Natura 2000
- Lugar de Interés Comunitario (LIC)

## Historia
[cita requerida]

### Prehistoria
Los primeros pobladores que vivieron en la localidad de los que se conozca el nombre fueron los lobetanos, uno de los pueblos celtíberos. Como fue denominado por los romanos celtas de Iberia pudieron situarse en la zona conocida como Piedra del Castillo, El Cerritón, El Pajar de Juan, El Colmenar y la Lagunilla.

### Edad Media

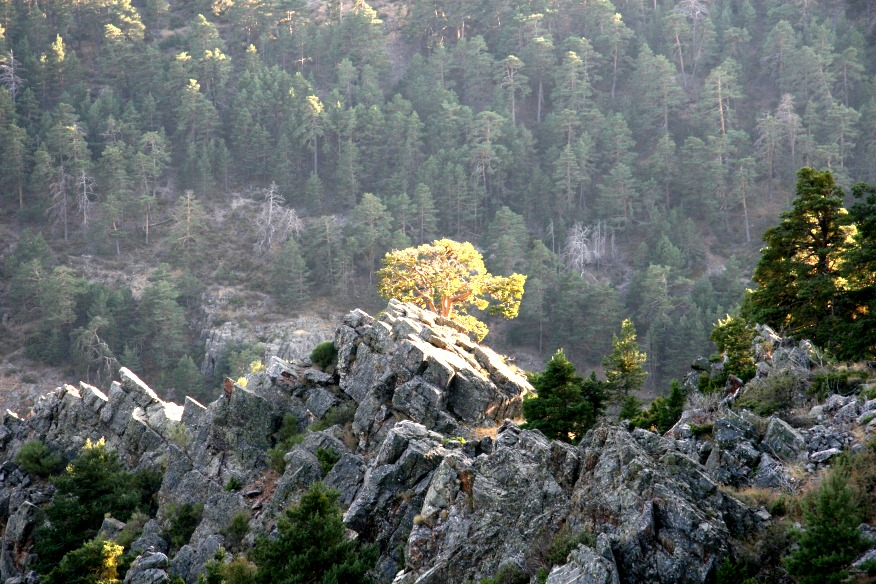
Barranco de la Tejeda

Hacia los años 1164-1170 Albarracín quedó constituido como señorío independiente tras los pactos de ayuda mutua firmados en Sangüesa en el 1168 entre Sancho IV "El Sabio de Navarra" y Alfonso II de Aragón. Quedó así delimitada el área territorial de la reconquista de las tierras musulmanas en poder del Rey Lobo de Valencia y Murcia.
Se exceptuaron de esta alianza la zona oriental de la actual provincia de Teruel (Gúdar, Monteagudo del Castillo y la propia población de Teruel). Las tierras de Albarracín, quedaron bajo la influencia de ambos reinos, pero a pesar del compromiso inicial de reparto proporcional de las tierras objeto de conquista, Pedro Ruiz de Azagra (teniente de Estella y Gallipienzo) ocupó las tierras pertenecientes a la taifa de Albarracín en cumplimiento de la decisión del reyezuelo musulmán, que pretendía dispersar los esfuerzos cristianos en retaguardia.

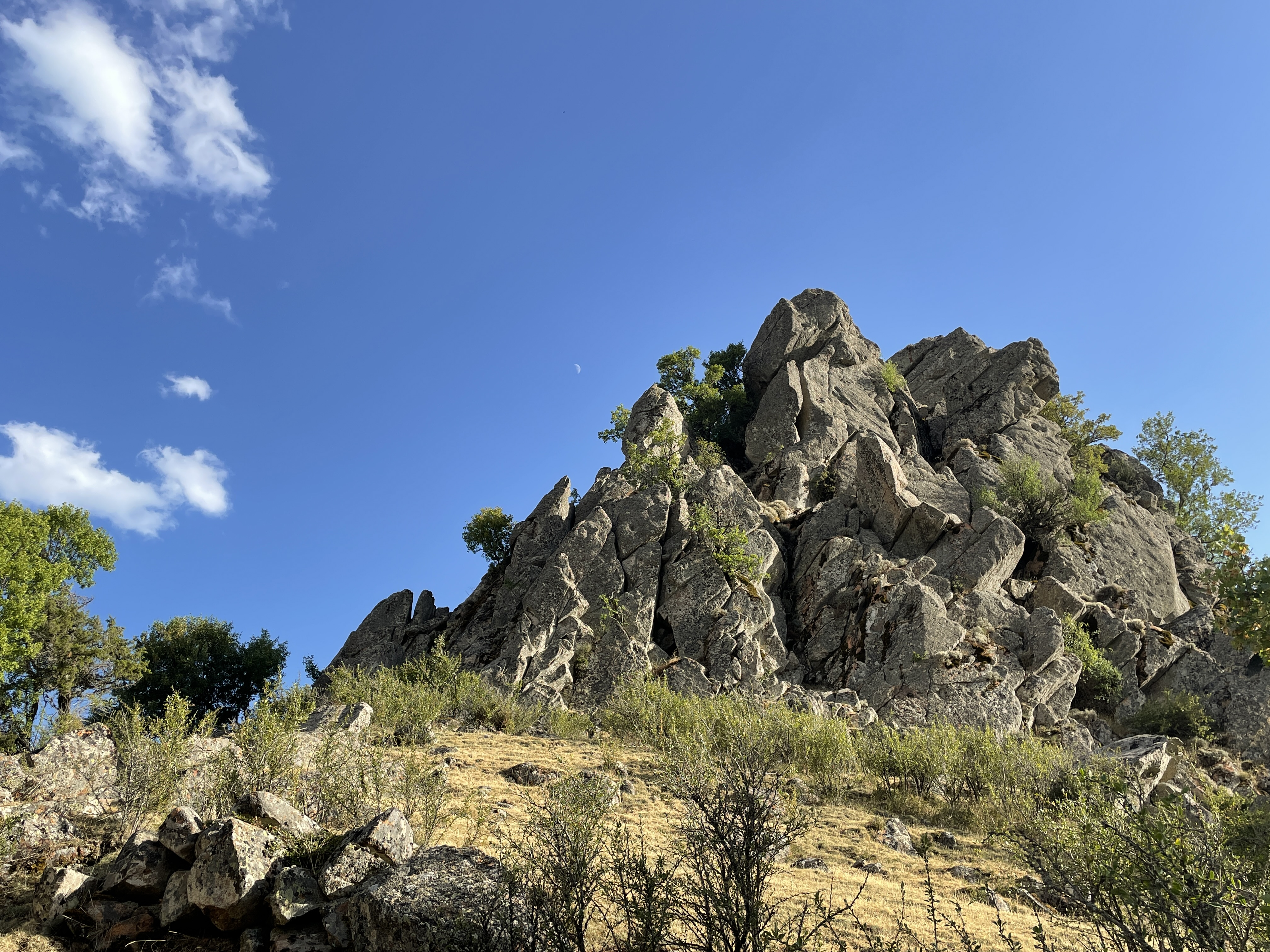
Peña del Castillo

No cabe duda de que los Azagra llevaron a las tierras de Albarracín familias estrechamente ligadas con su patrimonio adscritas a su lugar de origen, con vínculos de dependencia personal. El mejor exponente de este hecho en Albarracín es Noguera, con pobladores de Nájera, población que fue por algún tiempo capital de Navarra y actualmente se encuentra en La Rioja. También puede ser exponente del poblamiento navarro con la adopción como patrón a San Millán de la Cogolla por parte de Orihuela del Tremedal.
Probablemente se fundaría un núcleo alrededor de una iglesia de tipo románico, que existió hasta la construcción de la actual iglesia, ya que a la consagración de la catedral de Albarracín (el 16 de agosto de 1200) se tiene constancia de que asistió el párroco de Noguera.
El 21 de junio de 1257, por privilegio del rey Jaime I dado en Teruel, este lugar pasó a formar parte de la sesma de Villar del Cobo en la comunidad de Santa María de Albarracín, del Reino de Aragón, que dependían directamente del rey. Este régimen administrativo perduró y fue la única que permaneció viva tras la aplicación del decreto de disolución de las mismas, en 1837.

## Heráldica

### Apellido Noguera

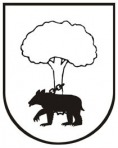
Sello de la familia Noguera.

En la heráldica aragonesa aparece el apellido Noguera como oriundo de esta localidad y que emigró a Valencia en el siglo XVIII. En 1326 existió un tal Gonzalo de Noguera, lo que lleva a la conclusión de que el apellido proviene del lugar.[cita requerida]
Noguera es un antiguo apellido del que dicen los genealogistas y heraldistas García Carraffa que tuvo su origen en el antiguo reino de Aragón, pues tomaron los progenitores del linaje por apellido el nombre de la localidad de Noguera de Albarracín. Según ellos, desde Aragón pasarían las ramas de los Noguera a Cataluña, al reino de Valencia y al reino de Mallorca.

### Escudo
El escudo de Noguera de Albarracín consiste en: un escudo de plata, con un nogal de sinope y un oso de sable atado a su tronco con una cadena del mismo color.

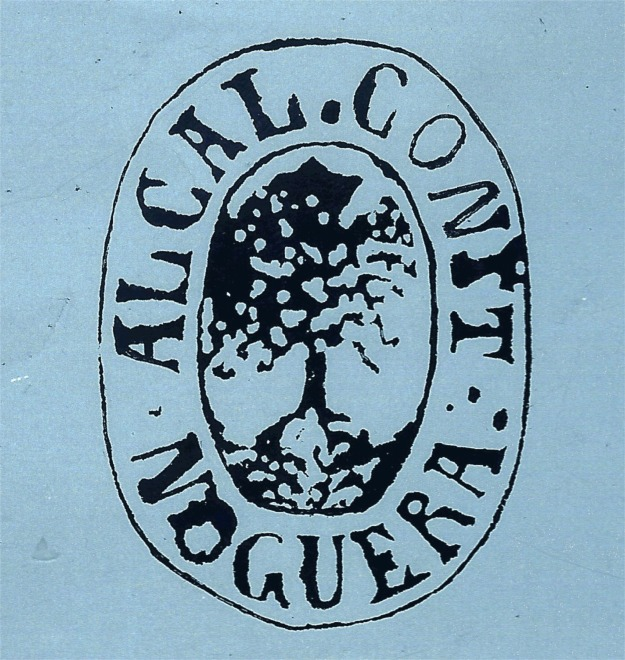
Sello de Noguera.

En 1876, en una comunicación de la alcaldía de Noguera, se remitió una copia del sello de Noguera al gobernador civil de Teruel acompañado del siguiente texto: El sello de este Ayuntamiento toma su nombre del primer edificio que se fundó titulado la Casa de la Noguera.

## Demografía
Noguera de Albarracín cuenta con una población de 130 habitantes (INE 2024).
| Gráfica de evolución demográfica de Noguera de Albarracín entre 1842 y 2021 |
| |
| Población de derecho según los censos de población del INE Población de hecho según los censos de población del INEEn estos censos se denominaba Noguera: 1842, 1857, 1860, 1877, 1887, 1897, 1900, 1910, 1920, 1930, 1940, 1950, 1960, 1970, 1981 y 1991 |

## Economía

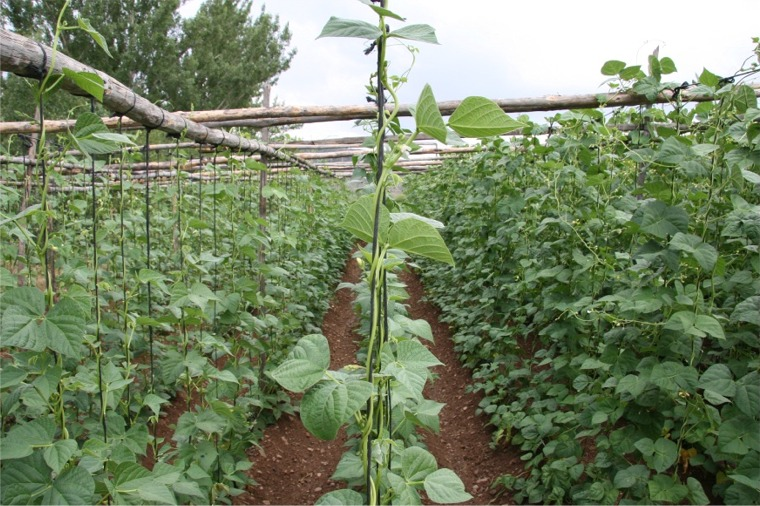
Cultivo ecológico de judías

La economía actual de Noguera, como la de la mayoría de los pueblos de la comarca, se basa en la explotación ganadera, la construcción, el turismo y la agricultura. 
Históricamente tuvieron mucha importancia la agricultura y la explotación de la madera de sus bosques de pino, pero ambas actividades han desaparecido prácticamente por lo que el pueblo está atravesando por una crisis económica y un envejecimiento de la población debido a la emigración de sus jóvenes a las ciudades. 
En los periodos de vacaciones, la población del municipio se ve triplicada debida a la afluencia de turistas fundamentalmente oriundos de Noguera que dinamizan la economía.

#### Turismo

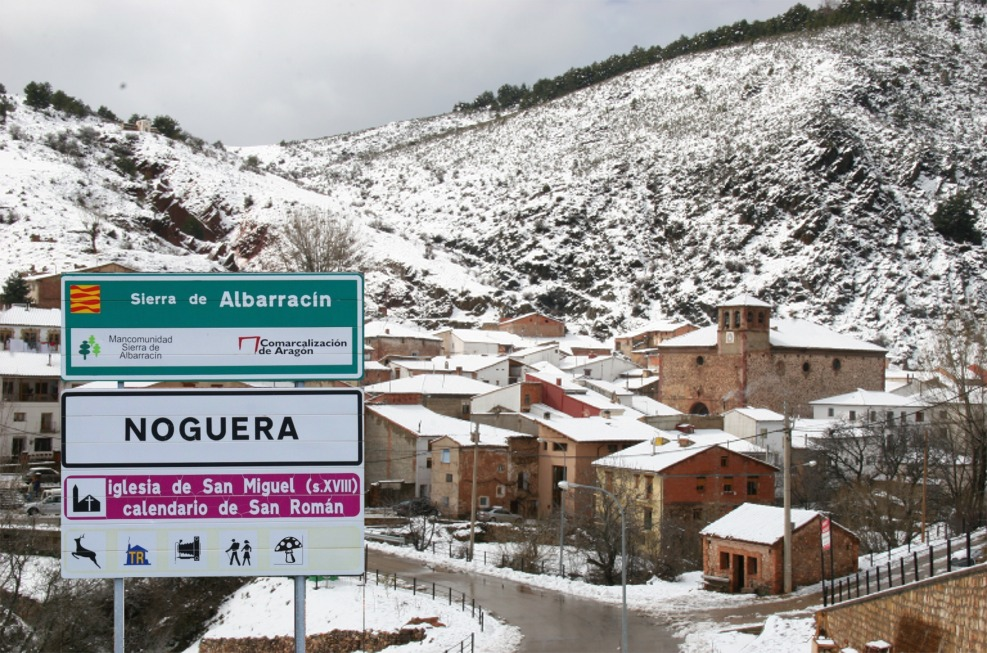
Noguera

Se puede realizar senderismo o hacer travesías en bicicleta. En algunas zonas escarpadas se puede practicar el montañismo y la escalada de paredes. También existen áreas recreativas y una zona de acampada.

## Administración y política
| Período   | Alcalde                    | Partido      |  |
| --------- | -------------------------- | ------------ |  |
| 1979-1983 | Luis Germán Polo Rueda     | UCD          |  |
| 1983-1987 |                            |              |  |
| 1987-1991 |                            |              |  |
| 1991-1995 |                            |              |  |
| 1995-1999 |                            |              |  |
| 1999-2003 |                            |              |  |
| 2003-2007 |                            |              |  |
| 2007-2011 |                            |              |  |
| 2011-2015 | Miguel Ángel Cuadrado Pons | PP de Aragón |  |

| Partido político    | Partido político                                   | 2003   | 2007   | 2011   | 2015   |
| Partido político    | Partido político                                   | Ediles | Ediles | Ediles | Ediles |
|                     | Partido Popular de Aragón (PP)                     | 0      | 0      | 4      | 3      |
|                     | Partido de los Socialistas de Aragón (PSOE-Aragón) | 4      | 4      | 1      | 1      |
|                     | Partido Aragonés (PAR)                             | 0      | 0      | 0      | 1      |
|                     | Chunta Aragonesista (CHA)                          | —      | 0      | 0      | 0      |
|                     | Izquierda Unida (IU)                               | 1      | 1      | 0      | —      |
| Total de concejales | Total de concejales                                | 5      | 5      | 5      | 5      |

## Monumentos

### La Cruz Procesional de Noguera
Es el tesoro más antiguo que se conserva de Noguera y atestigua un pasado de riqueza y cultura notables en la Edad Media. 

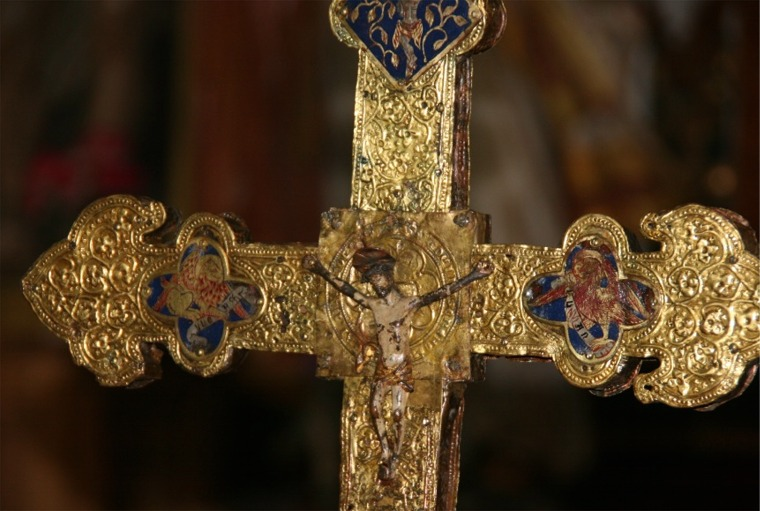
Cruz Procesional de Noguera

Las cruces procesionales están muy en uso desde el siglo XIV y se llevaban ya entonces simplemente en la mano o elevadas sobre una pértiga en las procesiones. La misma cruz de las procesiones servía frecuentemente para el altar.
La Cruz Procesional de Noguera data del siglo XIV y es la más antigua de la Comunidad de aldeas de Albarracín. A finales del siglo XIX fue trasladada de Noguera a la catedral del Salvador de Albarracín. Actualmente está expuesta en el museo diocesano de esa catedral.
La cruz tiene dos caras. Por el anverso, un Pantocrátor que se representa al Todopoderoso, Creador y Redentor, con representaciones del Jesús crucificado, la Virgen María y El Espíritu Santo. Por el reverso, tiene una crucifixión en relieve.
Está hecha en plata sobredorada con esmaltes en el último cuarto del siglo XIV, tal vez aprovechando las placas esmaltadas del siglo XIII. El Cristo fundido del anverso es ya del siglo XVI.

### Iglesia de San Miguel

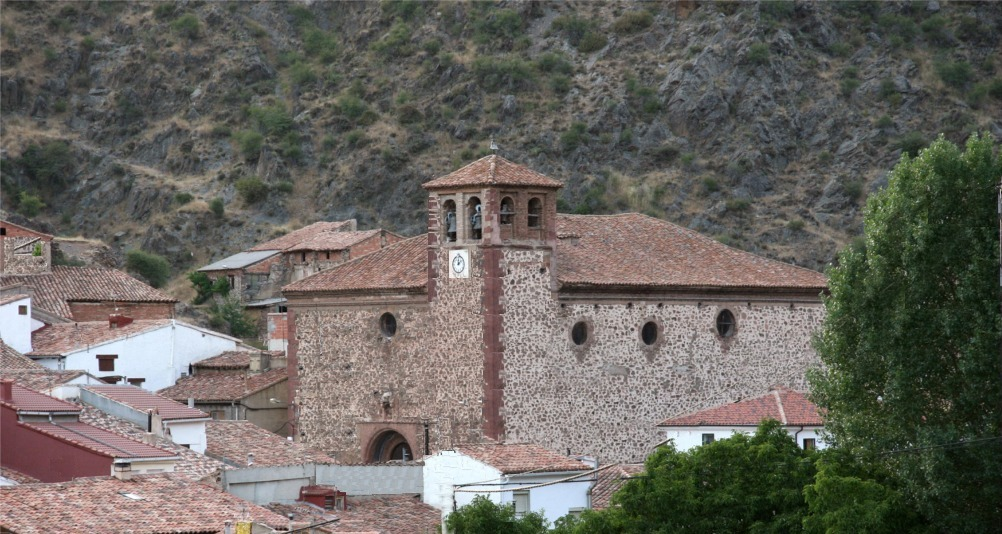
Iglesia de San Miguel

Por lo que respecta al patrimonio artístico, cabe destacar la iglesia de San Miguel. Como obra del siglo XVIII, presenta una planta de tres naves, cubiertas la central con bóveda de medio cañón con lunetos, las laterales con bóveda de arista y el crucero con cúpula.
Al exterior aparece como una construcción de mampostería roja encalada donde sólo las ventanas redondas, a modo de óculos, le dan cierto ritmo compositivo.
La torre cuadrada, a los pies, apenas destaca con su segundo cuerpo de ladrillo. Dos fechas nos ayudan en su datación: 1742, inscrita en la portada, y 1776, año en que se fechan las pinturas del interior.
Como es característico en algunas iglesias de la zona, el antepecho del coro fue realizado en una bella labor de forja.

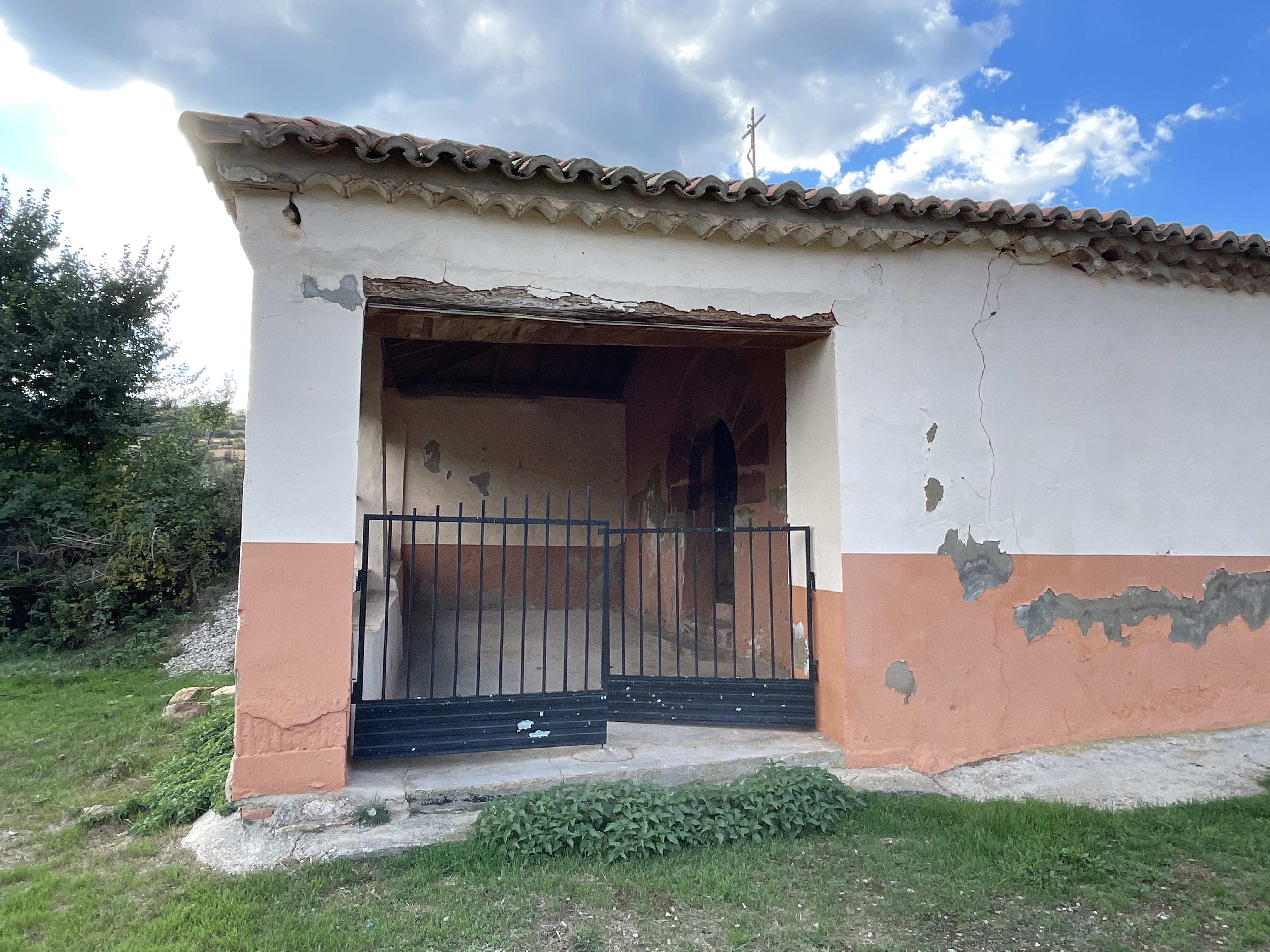
Ermita de la Virgen de Buenas Nuevas

### Ermita de Nuestra Señora de las Buenas Nuevas
Esta ermita fue construida en el siglo XVII, y es el edificio más antiguo que se conserva en Noguera de Albarracín. Resulta curiosa la advocación de "Buenas Nuevas", una devoción mariana de origen francés, con escaso arraigo en España. En el origen de su construcción tenía pintado un retablo con imágenes de Santa Quiteria, Santa Bárbara y la figura de una Señora de la Masonería, que desaparecieron. Actualmente tiene una talla de la Virgen de las Buenas Nuevas, y varias figuras más, todas ellas posteriores a la guerra civil española. Hasta esta ermita se acercaba una romería con las mujeres de la localidad portando la imagen de la virgen, y se celebraba una misa con motivo de la festividad de San Miguel, patrono de Noguera de Albarracín.

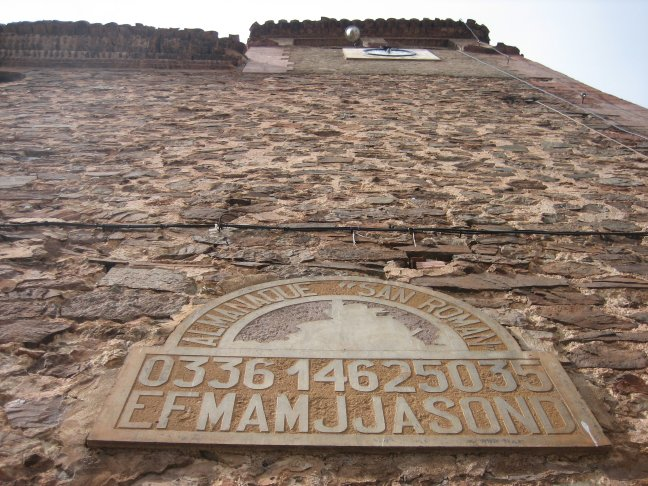
Calendario perpetuo de San Román.

### El códice de Noguera
Situado en la fachada principal de la iglesia de San Miguel de Noguera, el Códice de Noguera es un Calendario perpetuo de San Román que contiene un procedimiento para saber el día de la semana del año actual, pasado o venidero. 
No quedan referencias históricas de quién lo hizo o lo encargó.

## Hidrografía y Orografía

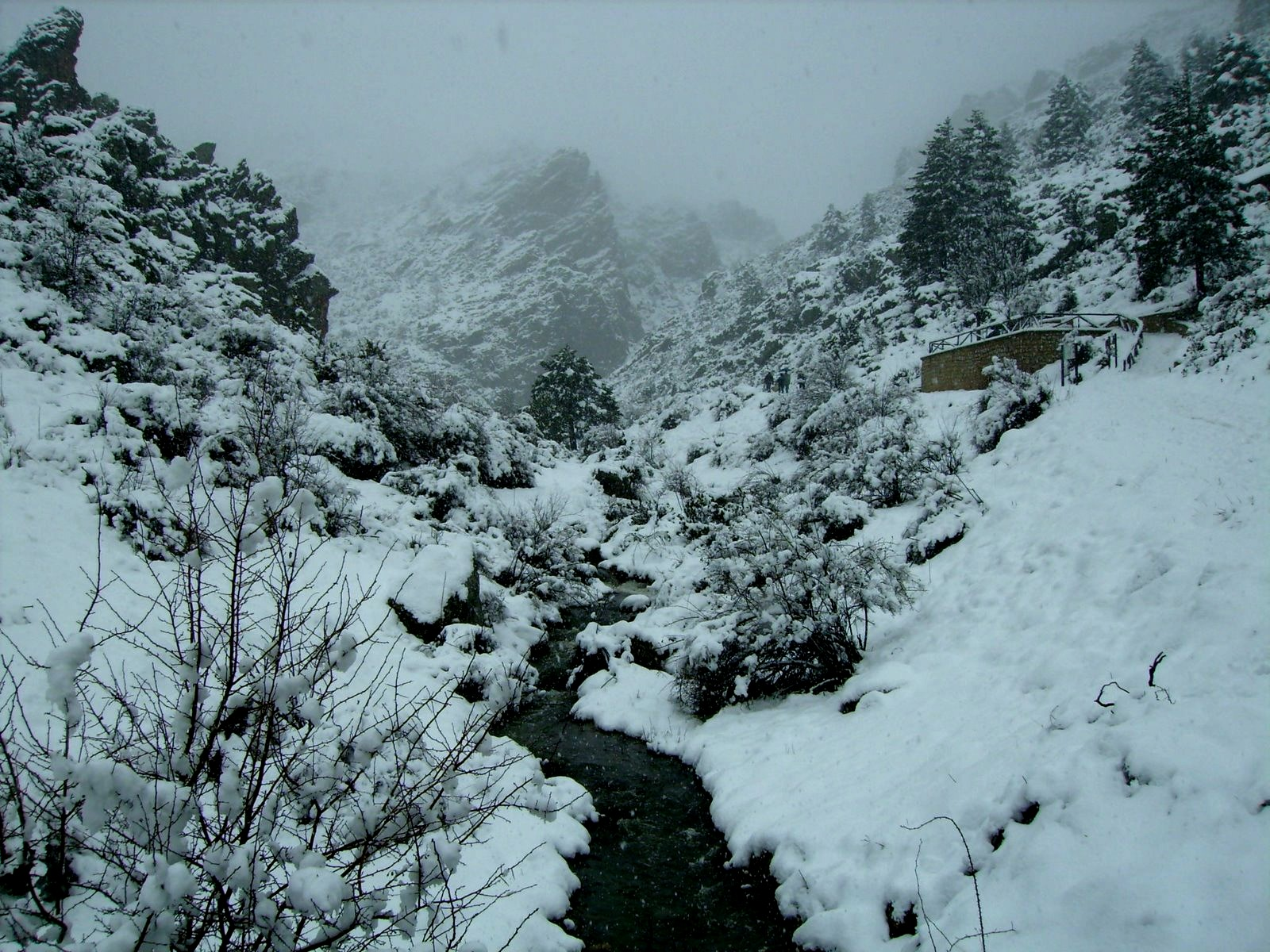
Río Noguera

El término municipal de Noguera se localiza al sur del macizo del Tremedal y se compone de dos cuencas principales originadas sobre suelos silúricos: una más amplia que es el río de la Garganta y otra menor que es el río Noguera, que caracterizan las áreas noroeste, centro y noreste respectivamente. 
Las zonas oeste y sur del término municipal se localizan sobre una extensa muela jurásica, en la que destaca como principal moderados del relieve el Barranco de los Polos o los Barrancos, en el extremo oeste, en el caso de la cuenca del Arroyo de la Garganta, en general, su vertiente izquierda tiene orientación sursudeste, mientras que la vertiente derecha se origina hacia el nornoroeste. 

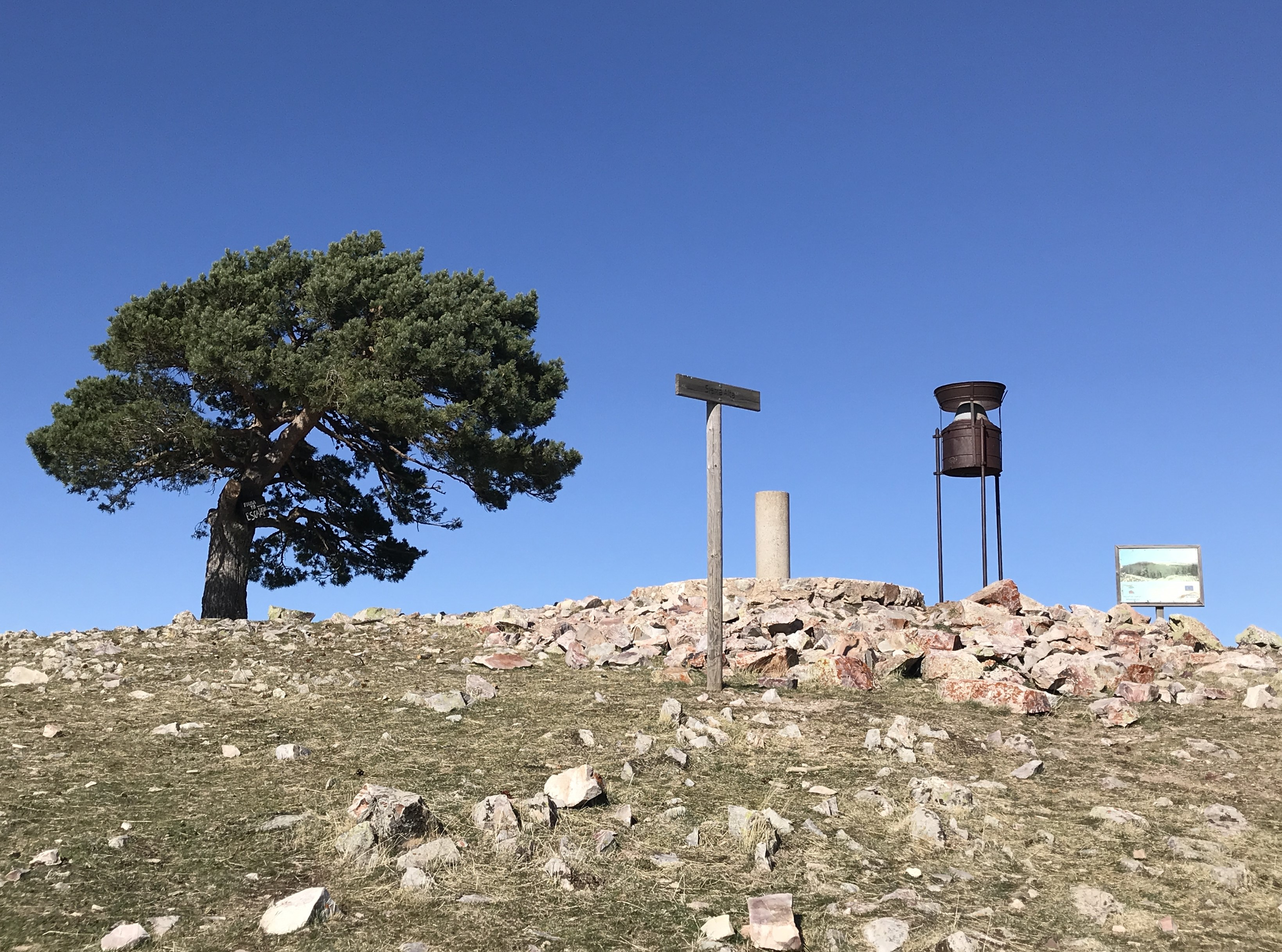
Vértice geodésico del Pico de SIerra Alta

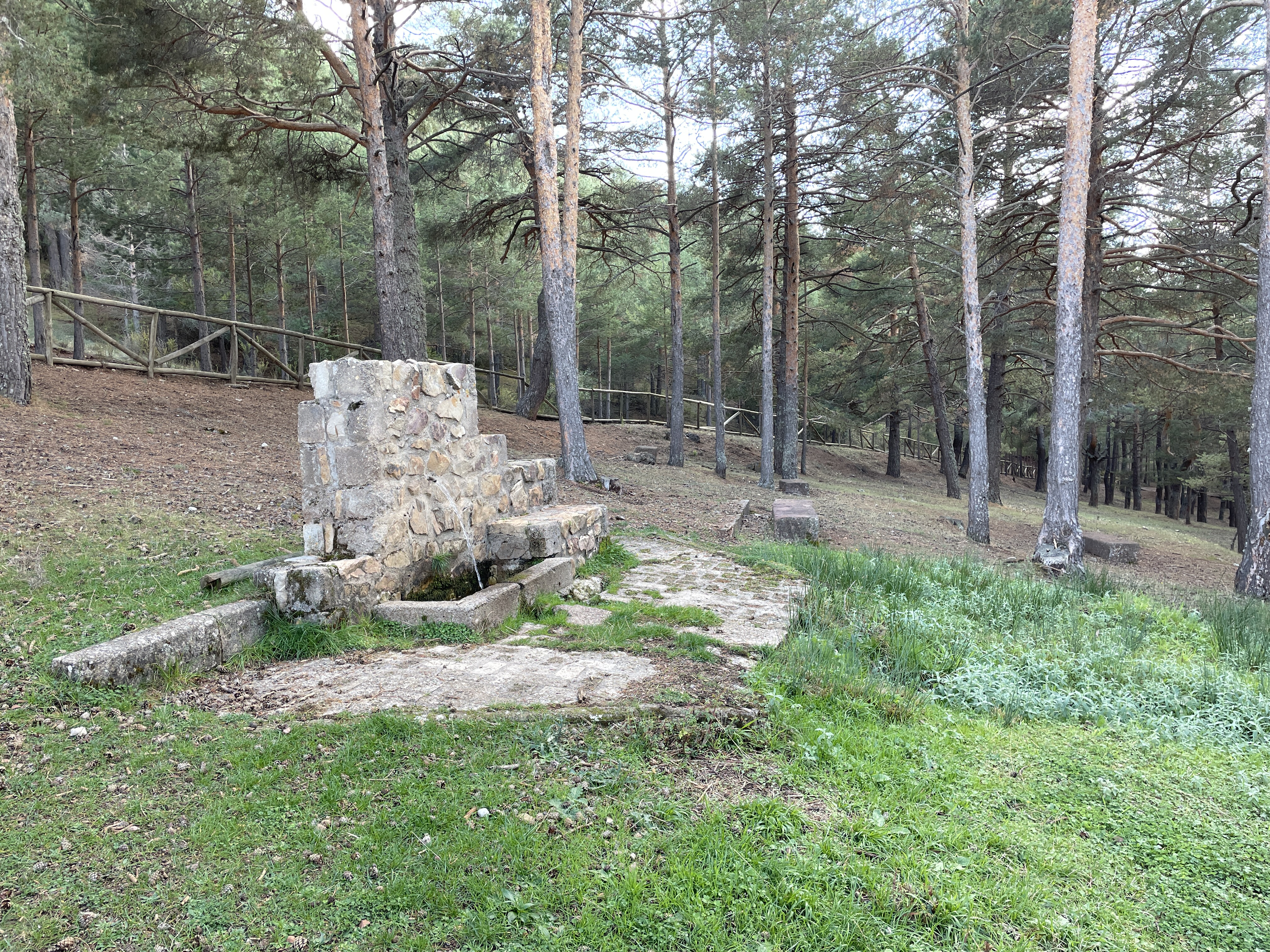
Fuente y área de recreo de la Virgen del Carmen

Las cotas máximas se alcanzan en el pico de sierra Alta (1854 m s. n. m.), la Peña Blanca (1844 m s. n. m.), La Negradela (1819 m s. n. m.), El Cerritón (1794 m s. n. m.) y El Puntal de la Hierba (1776 m s. n. m.).
La cota mínima de altitud es de 1290 m s. n. m. al sur del término, en la confluencia de los ríos Garganta y Noguera.
La diferencia de niveles extremos es por tanto de 564 m s. n. m., siendo a altitud media ponderada por la superficie de 1.572 m.

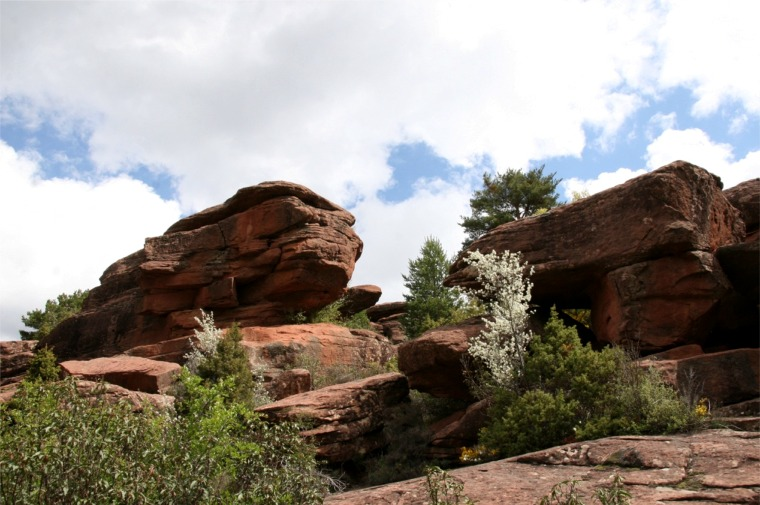
Formaciones de Rodeno de El Molar

## Botánica
Noguera destaca por tener una gran riqueza y diversidad botánica, así como su concentración en un espacio relativamente reducido y su excelente estado de conservación. Estas características hacen de nuestro municipio un lugar privilegiado para el estudio de la flora de media montaña.

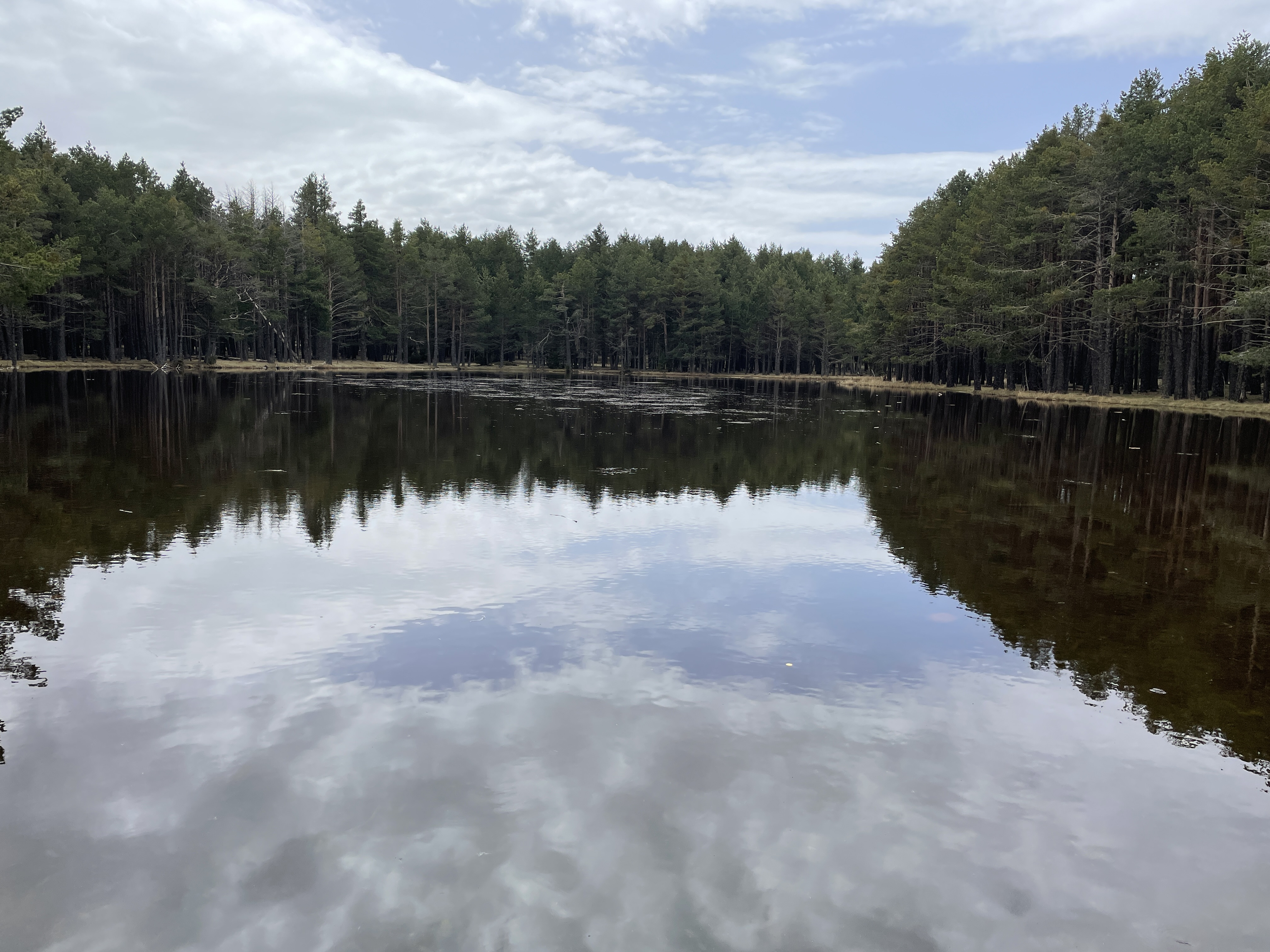
Laguna del Cerritón, también conocida como laguna del Puerto de Noguera

Solo en dos barrancos de este municipio (La Tejeda y La Garganta) se han catalogado 1100 especies, lo que representa aproximadamente el 50% de todas las existentes en la provincia de Teruel, un 44% de las que existen en el Sistema Ibérico y un 22% de toda la Flora de Baja Montaña (entre los 800 y los 1300 msnm) y Media Montaña (desde 1300 hasta 1900 msnm) que existe en la península ibérica.
En Noguera hay 2300 hectáreas de masa forestal, lo que supone el 50% de la superficie total del municipio (4759 hectáreas) en un excelente estado de conservación. La diversidad de tipos de árboles en Noguera es muy grande. Las especies más abundante es el pino albar (Pinus sylvestris) y el marojo (Quercus pyrenaica) representan más del 60% Pero también existen importantes cantidades de roble Quercus, tejo (Taxus baccata), sabina (Juniperus sabi), quejigar (Quercus faginea)), enebro (Juniperus communis), álamos (Populus), chopos (Populus), olmos (Ulmus minor), fresnos (Fraxinus),sauces (Salix)... Hablando de árboles hay que destacar como curiosidad y valor una sabina bonsái (Quercus ilex) que un símbolo de este pueblo.[cita requerida]
De su diversidad botánica destaca por su atractivo turístico es su riqueza micológica. La aparición primaveral la colmenilla o piñuela (Morchella vulgaris), mojardón, seta de primavera o perretxiko (Calocybe gambosa), seta de carrerilla, seta de corro, senderilla, sendejuela... (Marasmius oreades) y el rebozuelo (Cantharellus cibarius). En la temporada del otoño destaca el porro (Boletus edulis, el níscalo (Lactaridus Deliciosus), la seta de los Caballeros o verderol (Trictroloma Havovireus), la barbuda (Coprinus comatus), la capuchina (Tricholoma portentosum), la platera (Clitocybe geotropa), la pie azul (Lepista nuda), la bola de nieve; el hongo blanco (Agaricus arvensis Sch.) y las ramarias (Ramaria botrytis).
Como fruto de la riqueza de su patrimonio natural, han tenido lugar diferentes cursos de botánica de la Universidad de Verano de Teruel, exposiciones botánicas y se ha implantado la Fundación Oroibérico.

### Fundación Oroibérico

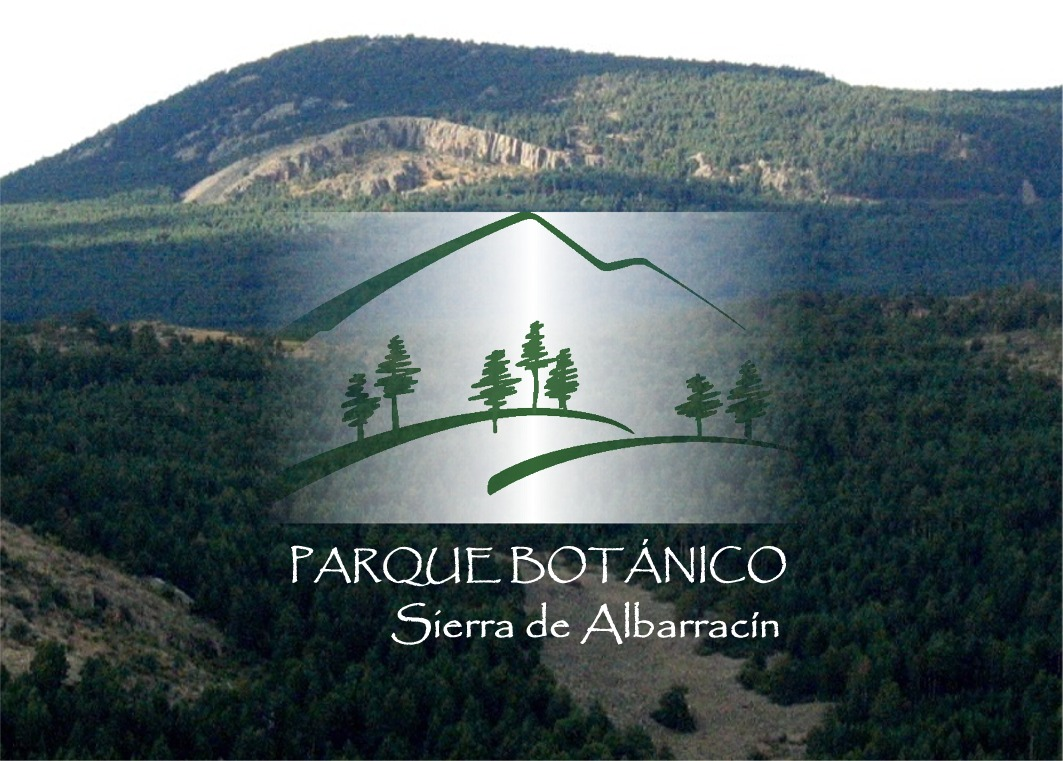
Pinares de La Garganta y Peña Blanca

La Fundación Oroibérico es una entidad sin ánimo de lucro creada para estudiar, conservación y divulgación la flora del Sistema Ibérico. Su misión principal es la de contribuir a la dinamización y promoción económico-turística de la sierra de Albarracín en general y del municipio de Noguera y su entorno natural en particular. Para ello, promueve la creación de un centro de estudios de la flora del Sistema Ibérico, un parque botánico y un aula de interpretación.
Se plantea como una iniciativa a caballo entre el desarrollo rural sostenible, la promoción de la cultura local, la protección del medio ambiente y la divulgación científica; para promover los estudios y enseñanzas sobre el mundo de las plantas en general y particularmente de la flora silvestre de este término, de la sierra de Albarracín en que el municipio se enmarca y -en sentido amplio- de las áreas de montaña del Sistema Ibérico (sintéticamente denominadas oroibéricas).
Como actividades esenciales se promueve la creación de dos centros especializados de actividades complementarias y recursos compartidos: Un Centro de Estudios de la Flora del Sistema Ibérico y un parque botánico de la sierra de Albarracín.

## Diversidad faunística
En cuanto a invertebradas, cabe destacar los lepidópteros (mairposas). Un ejemplo de exclusividad entomológica es bella mariposa llamada la Erbia Zapatieri.
Estas sierras son también un paraíso cinegético donde abundan toda clase de cérvidos, ginetas, cabra montesas, jabalíes. Hay aves rapaces como el buitre leonado, águila real, halcón peregrino. Hay aves de caza como la perdiz, codorniz, torcaz... Hay otras aves como pájaros carpinteros (entre ellos los pitos reales, pitos picapinos, torcecuellos, herrerillos comunes, herrerillos capuchinos, carbonero comunes...
Noguera pertenece a la Reserva Nacional de Caza de los Montes Universales y a la Zonas de especial protección para las aves (ZEPA).

## Fiestas patronales

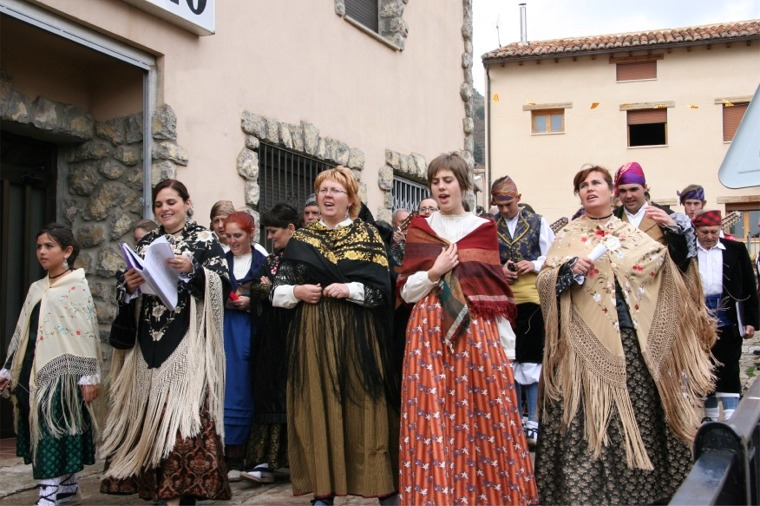
Rondalla de Noguera (2007)

Las fiestas patronales de San Miguel y San Roque se celebran los días 28, 29 y 30 de septiembre en honor de san Miguel Arcángel y de san Roque, patronos de Noguera. Sus actos más destacados son la misa y procesión de San Miguel, la corrida de toros y la rondalla.
Durante la segunda semana de agosto se celebran unas fiestas denominadas Semana Cultural que pretenden aprovechar la presencia de visitantes en Noguera.

## Parajes de interés paisajístico

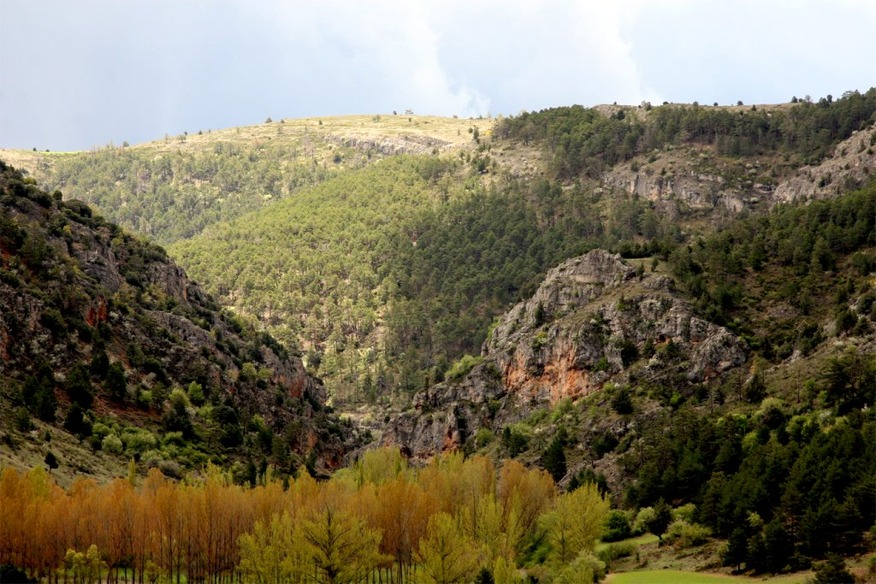
Barranco del Salero

Como parte del macizo del Tremedal, está dentro de un Lugar de Importancia Comunitaria (LIC), denominado Tremedales de Orihuela. Asimismo, Noguera está incluida en el LIC Estrechos del Guadalaviar.
Cabe destacar:
- Fuente del Hierro
- Fuente y zona de acampada de Virgen del Carmen
- El barranco del Salero y las Cuevas del Salero
- El barranco de la Tejeda
- Los Ríos de Piedra, Borrocales o periglaciares
- Laguna del Cerritón
- Prado Navazo
- La Garganta
- La Pinada
- El Pinarejo y el barranco Colorao
- La Peña del Castillo

## Acceso

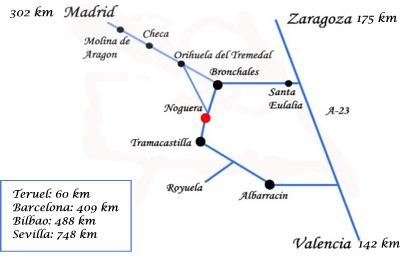
Distancias a las principales poblaciones

Las carreteras que acceden a la localidad son la A-1512, que enlaza con la N-234, a 8 km de Teruel, en dirección Zaragoza. 
La autovía mudéjar que une Zaragoza con Valencia da acceso a la salida de Santa Eulalia del Campo o Albarracín. Desde allí se accede a las carreteras que conducen a Noguera. La A-1512 une Noguera con Bronchales.
Existe un servicio de autobús diario desde Teruel. Desde Teruel hay comunicaciones férreas con el resto de España. El aeropuerto internacional más cercano es el de Valencia situado a 155 km.

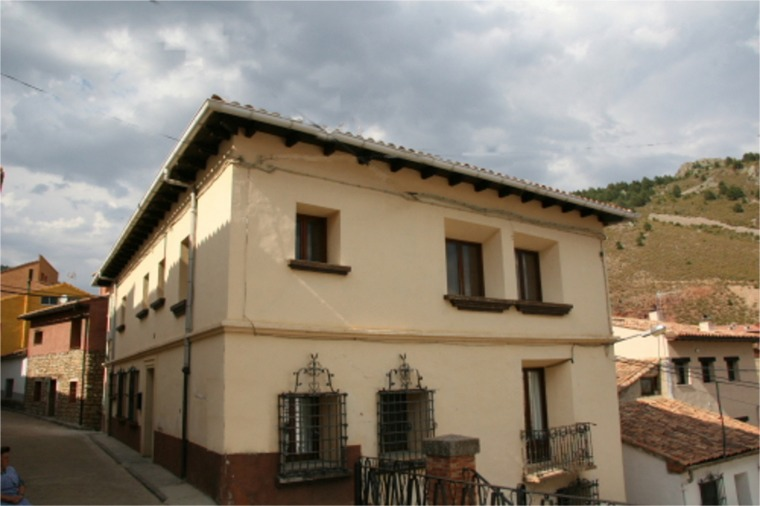
Casa consistorial de Noguera